# Gällarpesjön
Gällarpesjön är en sjö i Varbergs kommun i Halland och ingår i Himleåns huvudavrinningsområde. Sjön är 14 meter djup, har en yta på 0,0629 kvadratkilometer och är belägen 77,2 meter över havet. Vid provfiske har abborre, gädda och sutare fångats i sjön.

## Delavrinningsområde
Gällarpesjön ingår i det delavrinningsområde (634738-130235) som SMHI kallar för Utloppet av Gällarpesjön. Medelhöjden är 112 meter över havet och ytan är 0,91 kvadratkilometer. Det finns inga avrinningsområden uppströms utan avrinningsområdet är högsta punkten. Vattendraget som avvattnar avrinningsområdet har biflödesordning 2, vilket innebär att vattnet flödar genom totalt 2 vattendrag innan det når havet efter 34 kilometer. Avrinningsområdet består mestadels av skog (88 procent). Avrinningsområdet har 0,06 kvadratkilometer vattenytor vilket ger det en sjöprocent på 6,8 procent.